# Église réformée Saint-Nicolas-de-Myre de Rougemont
L’église Saint-Nicolas-de-Myre, dite aujourd'hui temple de Rougemont, est une ancienne église prieurale devenue un lieu de culte protestant situé dans la commune de Rougemont, en Suisse. La paroisse est membre de l'Église évangélique réformée du canton de Vaud.

## Histoire

### À l'origine, le prieuré de Rougemont
Le prieuré de Rougemont a été fondé entre 1073 et 1085 par les moines de l’abbaye de Cluny sous la protection du comte de Gruyère Guillaume Ier. Il a été sécularisé à la suite de la conquête du Pays de Vaud par les Bernois et  l'introduction de la Réforme protestante en 1555. À l'emplacement de ce prieuré a été construit le château actuel, élevé en 1572 par les nouvelles autorités bernoises pour y loger leur bailli. Cet édifice a été en partie reconstruit en 1755-1758 probablement par l'architecte Ludwig Emanuel Zehender. Importante restauration et reconstruction après incendie en 1974-1975.

### L'église priorale devenue paroissiale

#### Aspect général
L'église voisine, de style roman, trahit, malgré ses dimensions modestes, l'influence de Cluny et se rattache à la série des églises clunisiennes tardives comme Payerne et Romainmôtier. Cette église a été construite avant 1115, avec un chœur roman à abside, flanquée d'absidioles, dont les vestiges ont été mis au jour en 1919.
Le chœur a été reconstruit vers 1585 avec un chevet polygonal flanqué de deux annexes rectangulaires.
Dès cette époque sans doute, avec des transformations au XVIIe siècle, le clocher, couronné d'une flèche typique de l'Oberland bernois, domine la toiture unifiée qui couvre la nef et les bas-côtés. Les cloches remontent au XVe siècle, dont deux qui sont datées 1471 et 1476.

#### Décoration intérieure
À l'intérieur, plafond lambrissé cintré. Des vitraux de 1924 sont signés Louis Rivier, d'autres de 1926 sont dus à Théodore Delachaux. L'aspect intérieur de l'église remonte à la restauration de 1919-1923, qui a cherché à souligner son « aspect roman ». Les murs, privés de leur enduit, ont été ornés d'un décor peint d'Ernest Correvon. L'orgue de 18 jeux réels sur deux claviers et pédale a été reconstruit en 2019 par la manufacture Thomas de Stavelot (Belgique).

### L'église est aujourd'hui un temple protestant
Le temple est inscrit comme bien culturel suisse d'importance nationale. Des concerts et représentations y sont régulièrement organisés, en particulier dans le cadre du festival de musique ancienne, la Folia, qui a lieu le week-end de Pentecôte.